# Erik Sachs
Carl Erik Tomas Sachs, född 14 maj 1997, är en svensk fotbollsspelare som spelar för Motala AIF.

## Karriär
Sachs moderklubb är Degerfors IF. Han började spela i klubbens fotbollsskola redan som fyraåring. Inför säsongen 2015 flyttades Sachs upp i A-laget och skrev på ett treårskontrakt. Sachs debuterade i Superettan den 18 oktober 2015 i en 3–0-förlust mot Ljungskile SK.
I januari 2018 värvades Sachs av division 1-klubben Carlstad United, där han skrev på ett tvåårskontrakt. Efter säsongen 2019 lämnade Sachs klubben.
I december 2019 värvades Sachs av Örebro Syrianska IF, där han skrev på ett ettårskontrakt med option på ytterligare ett år. Inför säsongen 2021 gick Sachs till norska Brattvåg IL. Den 30 juli 2021 värvades han av division 1-klubben Åtvidabergs FF.
I januari 2023 skrev Sachs på för Motala AIF. I augusti 2023 gick han till division 2-klubben FBK Karlstad.